# Parc Nacional de Banff
El Parc Nacional de Banff (en anglès Banff National Park) és el Parc Nacional més antic del Canadà. Es va fundar l'any 1885 a les Rocky Mountains del Canadà. Aquest parc es troba a uns 110 km a l'oest de la ciutat de Calgary a la província d'Alberta, té una superfície de 6.641 km² de terreny de muntanya amb nombroses glaceres i camps de gel, densos boscos de coníferes i paisatges alpins. El principal centre comercial de la zona és el de Banff a la vall del riu Bow. Anualment rep uns 4 milions de visitants. La seva temperatura mitjana anual és de 3 °C (gener -9,3 °C i juliol 14,6 °C). La precipitació mitjana anual és de 472 litres amb un màxim a l'estiu.

## Història
Al llarg de la seva història, el parc nacional de Banff ha mantingut tensions entre els interessos de conservació de la natura i els del desenvolupament econòmic. Per datació amb radiocarboni s'ha demostrat que en aquesta zona hi havia presència humana des de 10.300 anys aC. Abans de l'arribada dels europeus ja hi vivien els amerindis Nakoda, Kootenai, Tsuu T'ina, Kainai, Peigans i Siksika, on caçaven bisonts i altres animals.
Amb l'admissió de la província British Columbia al Canadà (20 de juliol de 1871), Canadà va estar d'acord amb la construcció d'un ferrocarril transcontinental que finalment va passar per la collada de Kicking Horse Pass
En conflicte amb la trobada de fonts termals, el Primer Ministre John A. Macdonald va decidir fer una petita reserva de 26 km² al voltant de les fonts termals de Cave and Basin com a parc públic, conegut com la Banff Hot Springs Reserve l'any 1885. El 1887 el Parc es va engrandir fins a fer 674 km² i va rebre el nom de Rocky Mountains Park. Aquest va ser el primer Parc nacional fundat al Canadà i el segon d'Amèrica del Nord, després del Yellowstone National Park.
Els amerindis Stoney (Assiniboin) van ser desplaçats del Banff National Park durant els anys 1890-1920.
Durant la Primera Guerra Mundial en aquest Parc es van fer camps d'internament i de treball per a immigrants hongaresos, austríacs, alemanys i ucraïnesos.
També hi va haver camps d'internament durant la Segona Guerra Mundial per als Mennonites de Saskatchewan. En canvi els canadencs d'origen japonès es van internar en camps del Jasper National Park.
L'any 1984, el Parc Nacional de Banff va ser declarat per la UNESCO Patrimoni de la Humanitat, juntament amb altres parcs provincials de les Rocky Mountains canadenques.